# Camponotus brookei
Camponotus brookei är en myrart som beskrevs av Auguste-Henri Forel 1914. Camponotus brookei ingår i släktet hästmyror, och familjen myror. Inga underarter finns listade.